# La Photographie électrique à distance
La Photographie électrique à distance er en fransk stumfilm fra 1908 af Georges Méliès.